# Hanoch Bartov

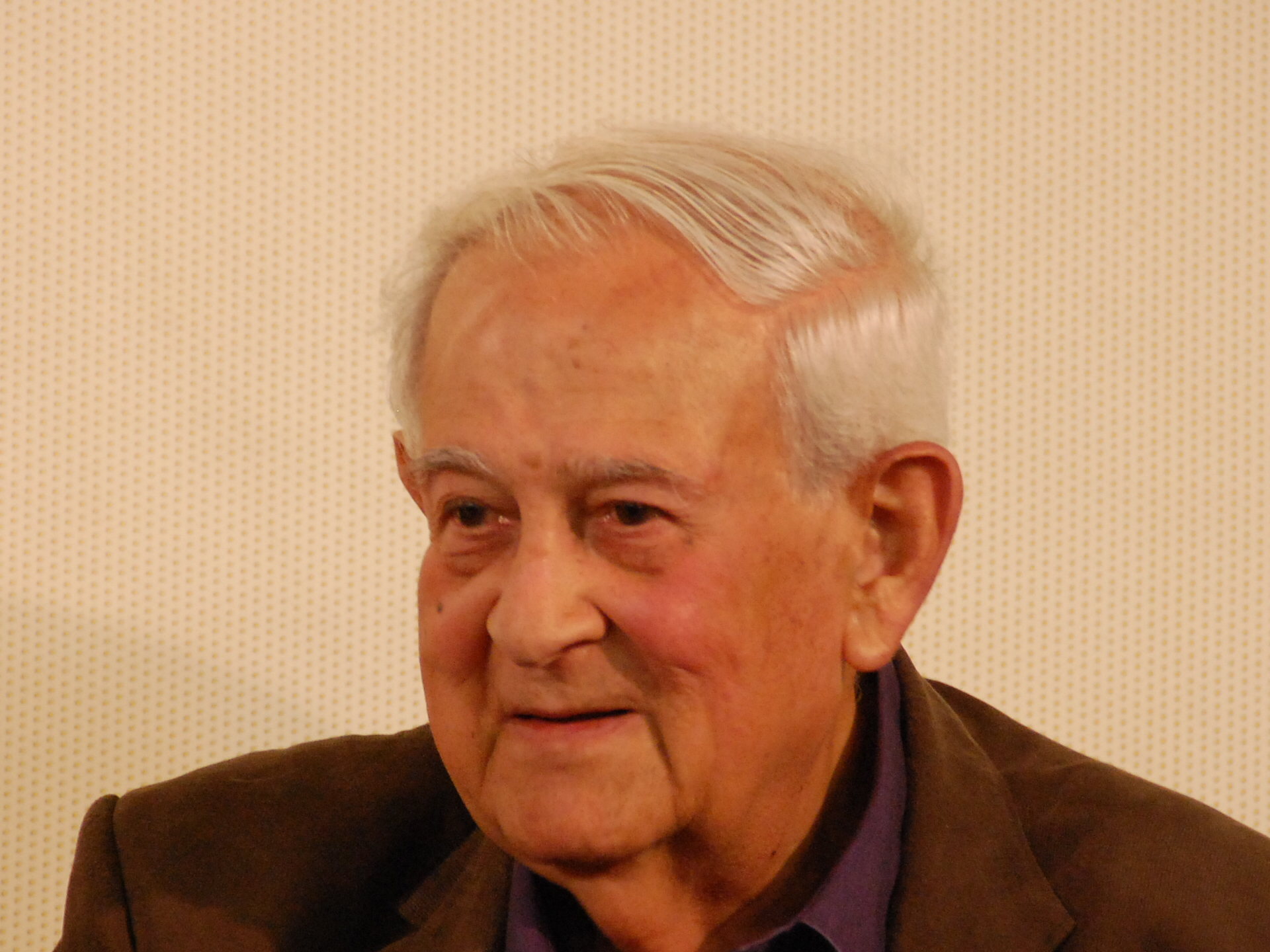
Hanoch Bartov

Hanoch Bartov född den 13 augusti 1926 i Petah Tiqwah, Israel, död den 13 december 2016 i Tel Aviv, var en Israelisk författare och journalist.
Bartov tjänstgjorde i den brittiska arméns judiska brigad under andra världskriget. Han var kulturattaché i London 1966-1968 samt ordförande för israeliska avdelningen av PEN.